# Emma Alfi
Emma Alfi-Aharon (hebräisch אמה אלפי-אהרון; * 7. Juli 2003 in Tel Aviv-Jaffa, Israel) ist eine israelische Schauspielerin.

## Leben und Karriere
Emma Alfi-Aharon wuchs in Tel Aviv-Jaffa auf. Sie ist die Tochter von Guri Alfi. Ihr Debüt gab sie 2017 in einer Episode der Fernsehserie HaAchayot HaMutzlachot Sheli. Anschließend war sie in dem Film Saving Neta zu sehen.
Von 2020 bis 2021 spielte Alfi in der Serie HaBe'er mit. Danach bekam sie 2021 in My Nephew from Hell eine Hauptrolle. 2023 wurde sie für die Serie Madrasa gecastet. Im selben Jahr setzte sie ihre Karriere in Yaniv fort.

## Filmografie (Auswahl)
Filme
- 2016: Saving Neta

Serien
- 2016: HaAchayot HaMutzlachot Sheli
- 2020–2021: HaBe'er
- seit 2021: My Nephew from Hell
- 2023: Madrasa
- 2023: The Embassy
- 2023: Yaniv